# Бреннерслев
Бреннерслев (дан. Brønderslev) — місто в Данії з населенням 12 549 осіб (станом на 1 січня 2022 р). Місто є найбільшим міським районом муніципалітету Бреннерслев і муніципальним центром. Це четверте за величиною місто району Венсюсл у регіоні Північна Ютландія.

## Історія
Назва міста походить від місцевого вождя скандинавів Брундера. Бреннерслев раніше був відомий як Західний Бреннерслев (Vester Brønderslev), на відміну від сусіднього Східного Бреннерслева (Øster Brønderslev). Станом на 2020 рік у Східному Бреннерслеві проживали лише 943 особи
У минулому Бреннерслев був невеликим фермерським селом. У 1682 році воно складалося із 27 дворів та 47 будинків. Місто спочатку не було розташоване на жодному з торгових шляхів та спостерігало дуже мало руху. Як наслідок, воно росло порівняно повільно. Однак до 1850-х років заїжджий двір і створений ринок почали залучати більше торговців, які оселялися вздовж дорозі поблизу міста. У 1871 році була відкрита залізнична лінія Венсюсл, яка з'єднала Бреннерслев з Ольборгом і Єррінгом. Станція була розташована в старій частині міста і пожвавила розвиток цього району. До 1880-х років Бреннерслев мав власну пошту, лікарню, технікум, торгову школу, бібліотеку, банки, аптеку та щоденну газету. У 1921 році Бреннерслев був офіційно визнано як Købstad (ринкове місто). Відтоді він став великим торговим і промисловим містом регіону.

## Географія

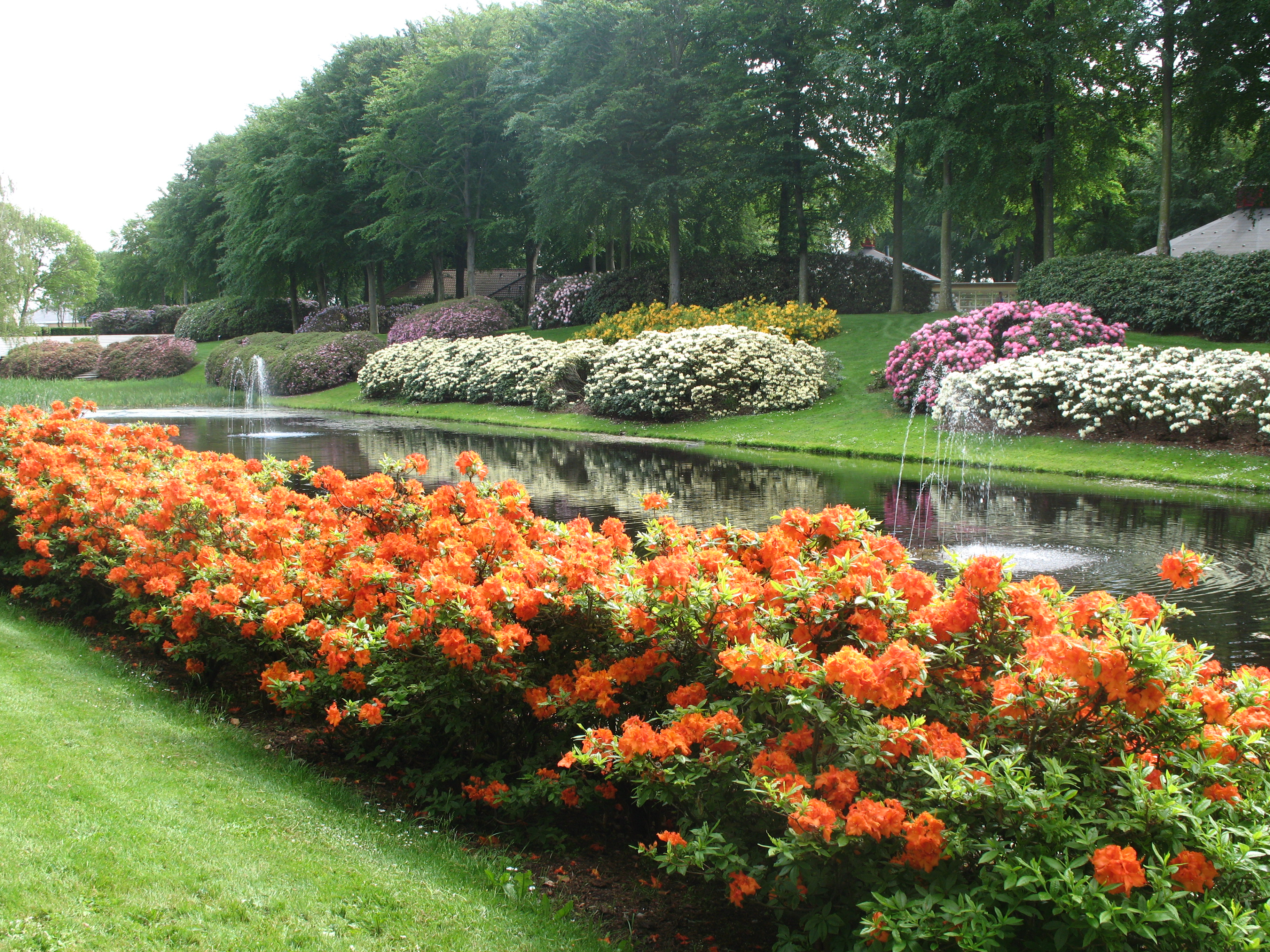
Парк рододендронів, 2012

Бреннерслев розташований неподалік від центру Венсюсл та майже на однаковій відстані від двох інших великих міст регіону: Ольборга та Єррінга. Місто розташоване на висоті приблизно на 13–22 метри над рівнем моря, місцевість піднімається до найпівнічніших частин міста. Для південної частини міста характерні лучні ділянки.
На південний захід від Бреннерслева знаходиться велике болото під назвою Store Vildmose. Болото саме по собі є природною визначною пам'яткою, але у ньому також виявили багато археологічних знахідок, зокрема часів залізної доби. Бреннерслев є домівкою для регіонального музею Vildmosemuseet (музей Вільдмозе), який зосереджується на культурній історії болота та його околиць.
У 1994 році в місті був заснований парк рододендронів на місці букового парку, який існував з 1890 року. Парк займає площу 7 га, що робить його одним з найбільших у своєму роді в скандинавських країнах. Він містить понад 10 000 окремих рослин із понад 130 різних видів рододендронів.

## Інфраструктура

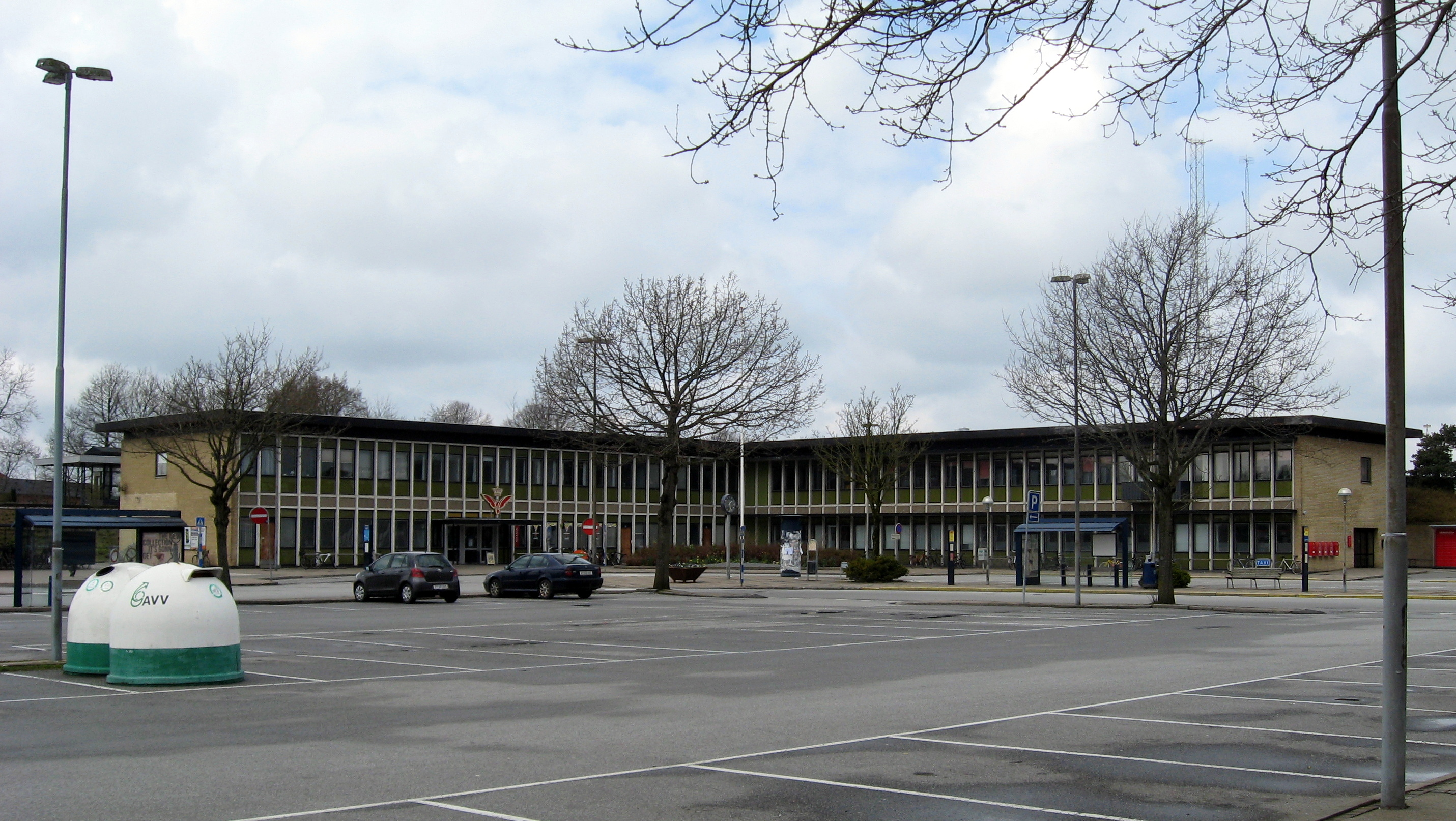
Станція Бреннерслев

### Освіта
У місті є три початкові школи. Міська середня школа, Brønderslev Gymnasium of HF, була вперше запропонована міською радою в 1953 році, хоча вона офіційно не відкрилася до 1973 року. З 2007 року гімназія є самостійним закладом.
З 1986 року у місті знаходиться народна атлетична школа Nordjyllands Idrætshøjskole. Земля, на якій вона розташована, раніше використовувалася для сільського господарства та була придбана муніципалітетом, який потім побудував приміщення для школи.

### Транспорт

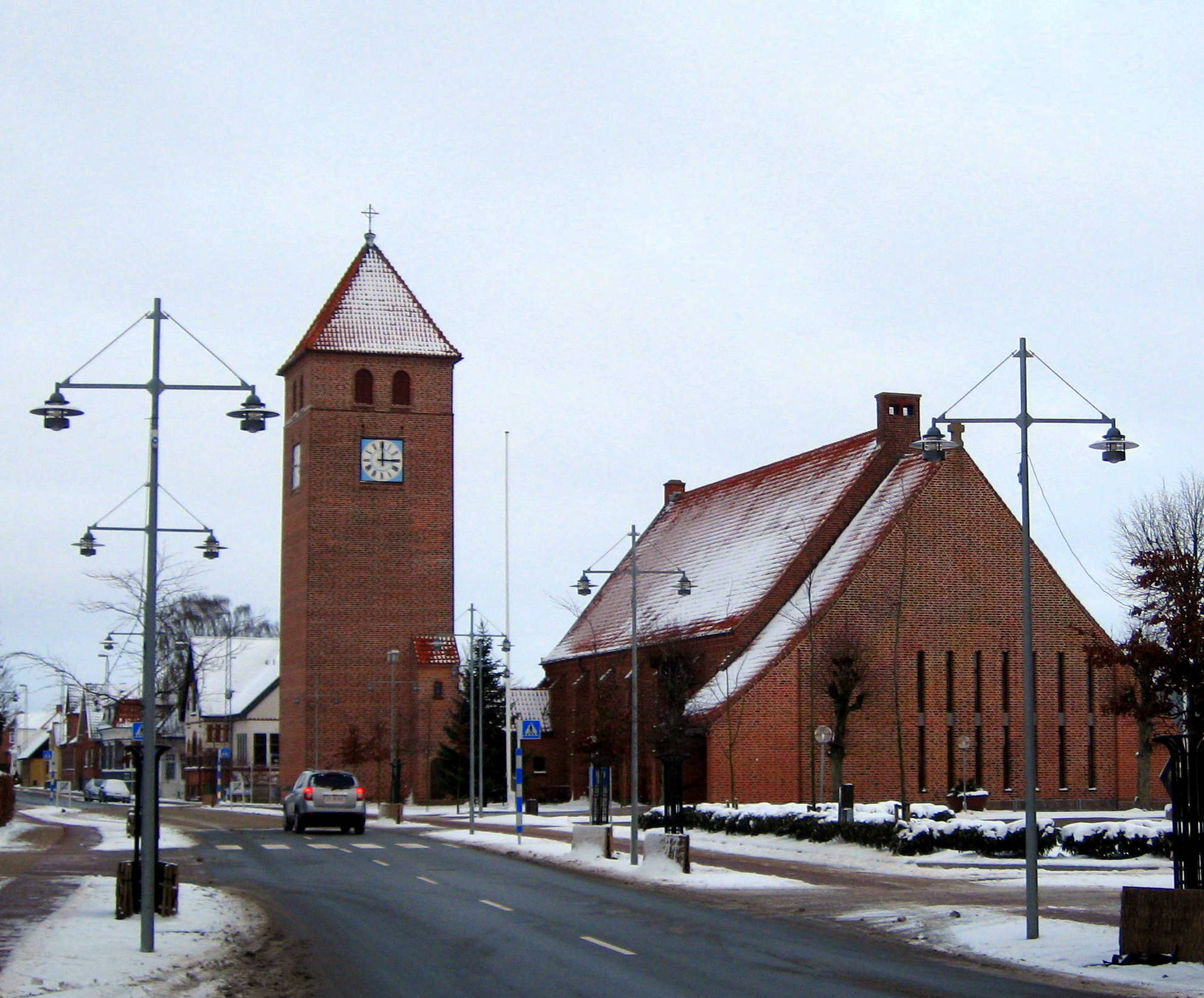
Церква Брондерслева, 2010

Бреннерслев обслуговується однойменною залізничною станцією. Він розташований на залізничній лінії Ольборг-Єррінг-Фредеріксгавн і пропонує пряме міжміське сполучення до Копенгагена та Фредеріксхавна, а також регіональні поїзди до Ольборга та Фредеріксгавна.
Повз Бреннерслев проходить автомагістраль E39. З моменту завершення будівництва об'їзної дороги навколо міста у 2000 році інтенсивного руху безпосередньо через місто немає.

## Релігія
Данська церква має дві церкви в місті. Стара церква Бреннерслева спочатку була побудований у 12 столітті в романському стилі, потім перебудована. Друга церква була побудована в 1920 році, щоб вмістити зростаюче населення міста.

Також у місті розташований храм Міжнародної апостольської церкви.

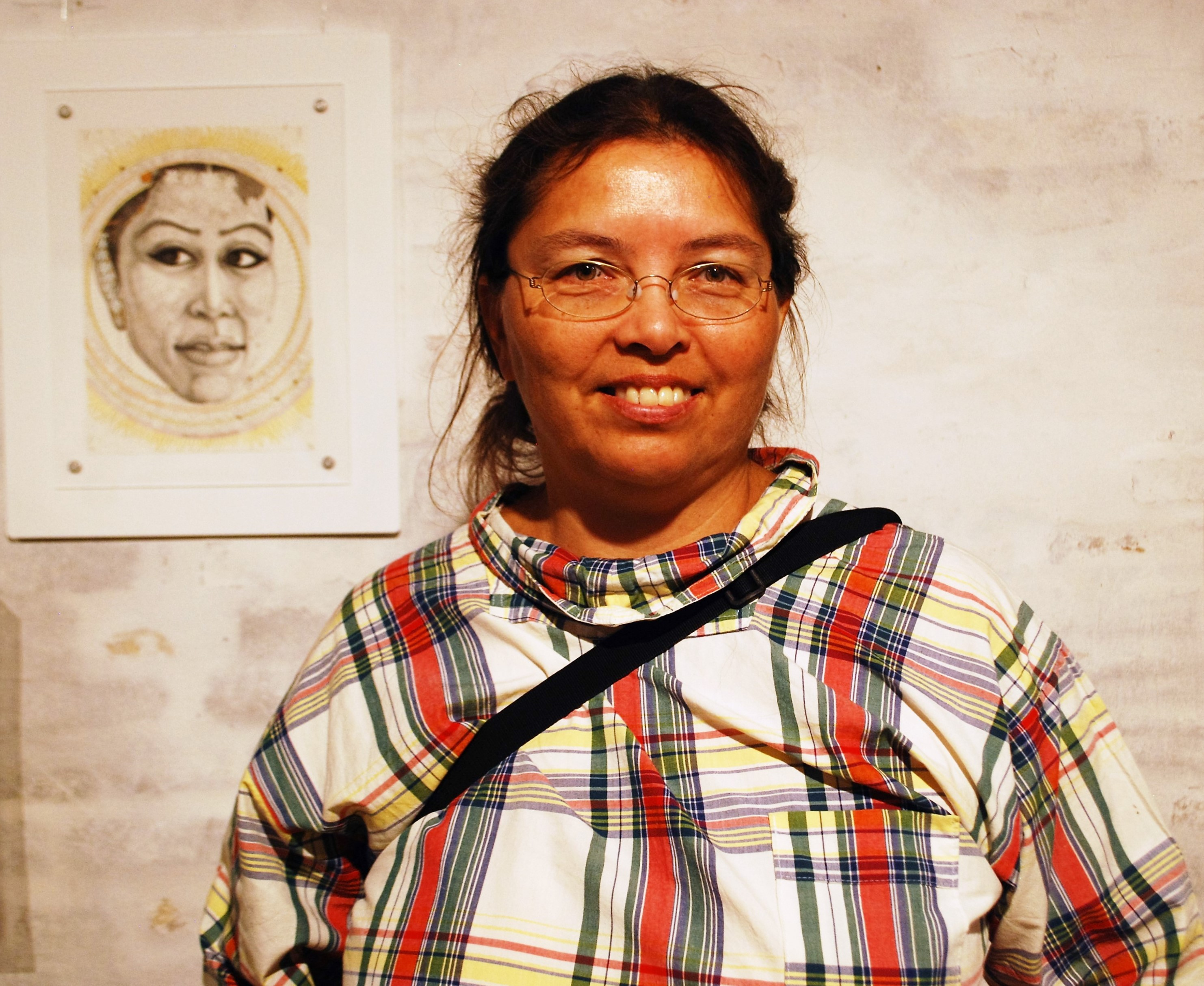
Найя Абельсен, 2016

## Знатні люди
- Ейнар Міккельсен (1880—1971), полярний дослідник і письменник[11]
- Найя Абельсен (нар. 1964), художниця та ілюстратор